# Долішнє Кипиново
Долішнє Кипи́ново (болг. Долно Къпиново) — село в Кирджалійській області Болгарії. Входить до складу общини Кирково.

## Населення
За даними перепису населення 2011 року у селі проживали 326 осіб, з них 314 осіб (99,7%) — болгари.
Розподіл населення за віком у 2011 році:
Динаміка населення: